# Brieselang
Brieselang est une commune d'Allemagne de l'arrondissement du Pays de la Havel (Brandebourg). Elle comptait 12.193  habitants au 31 décembre 2019. En plus de l'ancienne commune de Brieselang, elle regroupe les villages de Bredow et de Zeestow.

## Géographie
La commune se trouve à 15 kilomètres à l'ouest de Berlin-Spandau.

## Histoire
Les premiers documents écrits mentionnant le lieu, sous le nom de Briselank, datent de 1315. Plus tard Brieselang servit de place de défense au village de Vehlefanz. Valdemar de Brandebourg donna le droit en 1315 à la ville de Nauen de récolter du bois inter paludes seu mericas dictas Zuzen et Briselank super totum Glyn usque ad terram Bellin.
Le village de Bredow est le fief d'un certain Arnoldus de Bredow. Matthias de Bredow, originaire de Rathenow, obtient en 1309 du margrave Valdemar d'en être le protecteur (Vogt) pour la somme de 206 marks d'argent. Bredow comporte alors six foyers agricoles et granges.
Brieselang devient commune de campagne en 1925.

## Démographie
- Développement de la population dans les limites actuelles. -- Ligne bleue: Population; Ligne pointillé: Comparaison avec le développement de Brandebourg -- Fond gris: Période du régime nazi; Fond rouge: Période du régime communiste
- Évolution recente (ligne bleue) et prévisions sur l'effectif de résidents

| Année | Population |
| ----- | ---------- |
| 1875  | 1 175      |
| 1890  | 1 264      |
| 1910  | 1 099      |
| 1925  | 2 516      |
| 1933  | 3 953      |
| 1939  | 4 955      |
| 1946  | 6 484      |
| 1950  | 6 416      |
| 1964  | 6 009      |
| 1971  | 6 054      |

| Année | Population |
| ----- | ---------- |
| 1981  | 5 481      |
| 1985  | 5 359      |
| 1989  | 5 218      |
| 1990  | 5 104      |
| 1991  | 5 020      |
| 1992  | 5 042      |
| 1993  | 5 145      |
| 1994  | 5 195      |
| 1995  | 5 513      |
| 1996  | 5 987      |

| Année | Population |
| ----- | ---------- |
| 1997  | 6 752      |
| 1998  | 7 561      |
| 1999  | 8 168      |
| 2000  | 8 973      |
| 2001  | 9 380      |
| 2002  | 9 757      |
| 2003  | 10 067     |
| 2004  | 10 343     |
| 2005  | 10 457     |
| 2006  | 10 598     |

| Année | Population |
| ----- | ---------- |
| 2007  | 10 667     |
| 2008  | 10 794     |
| 2009  | 10 823     |
| 2010  | 10 854     |
| 2011  | 10 795     |
| 2012  | 10 894     |
| 2013  | 10 999     |
| 2014  | 11 167     |
| 2015  | 11 484     |
| 2016  | 11 534     |

| Année | Population |
| ----- | ---------- |
| 2017  | 11 714     |
| 2018  | 11 999     |
| 2019  | 12 193     |
| 2020  | 12 512     |

Les sources de données se trouvent en detail dans les Wikimedia Commons.

## Culture
- Académie d'art libre de Brandebourg
- Maison des artistes de la Marche de Brandebourg
- Théâtre Phönix
- Petit théâtre de Brieselang

## Personnalités
- Hans Klakow (1899-1993), sculpteur
- Hilde Benjamin (1902-1989), ministre de la Justice de la république démocratique allemande